# Waldenbuch
Waldenbuch è una città tedesca di 8 779 abitanti, situata nel land del Baden-Württemberg.
Questa località è la sede dell'azienda Alfred Ritter GmbH & Co. KG, produttrice della tavoletta di cioccolato Ritter Sport.